# Operationalisierte Psychodynamische Diagnostik
Die Operationalisierte Psychodynamische Diagnostik (OPD) ist ein psychodynamisches Diagnosesystem, welches vorwiegend für psychoanalytisch und tiefenpsychologisch fundiert arbeitende Psychotherapeuten konzipiert ist.
Es handelt sich um ein halbstrukturiertes Interview mit den entsprechenden theoretischen psychodynamischen Hintergrundkonstrukten, bei dem unter anderem unterschiedliche Lebensbereiche, das Krankheitsgeschehen und Selbsteinschätzungen abgefragt werden. Die Fragen werden möglichst offen gestellt und es werden keine Antwortmöglichkeiten vorgegeben.
Das diagnostische Handbuch wurde als Alternative zu den bestehenden psychiatrischen Diagnosehandbüchern entwickelt. Damit soll die rein beschreibende Phänomenologie im ICD-10 und DSM-5 um ein verlässliches und valides diagnostisches Instrument ergänzt werden, das psychodynamische Aspekte berücksichtigt.
Durch den Prozess der Operationalisierung sollen die wesentlichen Variablen in psychodynamischen Theorien messbar gemacht werden, etwa Übertragungsmuster, innere Konfliktkonstellationen und strukturelle Bedingungen. So versucht die OPD, eine bessere Objektivität, Reliabilität und Validität der Diagnosen zu erreichen und den Gütekriterien psychodiagnostischer Verfahren gerecht zu werden.

## Geschichte
Die Operationalisierte Psychodynamische Diagnostik wurde Anfang der 1990er Jahre entwickelt und das erste diagnostische Manual wurde 1996 veröffentlicht. Seither sind weit über einhundert Veröffentlichungen in Fachbüchern und Fachzeitschriften erschienen. Etwa 40 Kliniker und Forscher arbeiten an der Weiterentwicklung des diagnostischen Instrumentariums. 2006 erschien ein weitgehend neu überarbeitetes und ergänztes Manual mit der Bezeichnung OPD-2. In dieser Version werden auch Instrumente für die Psychotherapieplanung zur Verfügung gestellt. Aktuell werden von der Arbeitsgruppe zusätzlich die Bereiche Forensik, Rehabilitation, Abhängigkeitssyndrom und weitere bearbeitet.

## Sprecher und Kontaktpersonen
- OPD gesamt: Cord Benecke, Kassel

- Achse I: Carsten Spitzer, Rostock
- Achse II: Henning Schauenburg, Heidelberg
- Achse III: Cord Benecke, Kassel
- Achse IV: Stephan Doering, Wien

- Arbeitsgruppe Forensik: Matthias von der Tann, London
- Arbeitsgruppe Rehabilitation: Reiner W. Dahlbender, Bad Säckingen
- Arbeitsgruppe Abhängigkeit: Thorsten Jakobsen, Basel

## Klassifikation der Diagnostik
Das diagnostische Manual ermöglicht, die individuelle seelische Konstitution des Patienten auf fünf unterschiedlichen Achsen zu beschreiben und einzuschätzen. Dazu werden Erhebungsbögen für jede Achse zur Verfügung gestellt, auf denen der Diagnostiker vorgegebene Items beurteilen kann. Zum Beispiel Item 17 auf der Achse I:
Persönliche Ressourcen des Patienten = nicht vorhanden (0) | = niedrig (1) | = mittel (2) | = hoch (3) | = nicht beurteilbar (9)
Die Erhebungsbögen enthalten insgesamt über 40 solcher Einschätzungsskalen und frei formulierbare Felder.
- Achse I erfasst das Krankheitserleben und die Behandlungsvoraussetzungen.
- Achse II erfasst die Beziehungsdiagnostik, wobei neben der Übertragung und Gegenübertragung zwischen Therapeut und Patient im Schwerpunkt Beziehungsepisoden analysiert werden.
- Achse III erfasst lebensbestimmende unbewusste innere Konflikte des Patienten.
- Achse IV erfasst das Strukturniveau, das heißt grundsätzliche Fähigkeiten des psychischen Funktionierens.
- Achse V erfasst psychische und psychosomatische Störungen in Bezug auf die etablierte deskriptiv-phänomenologische Diagnostik (ICD-10, DSM-IV)

### Achse I – Krankheitserleben und Behandlungsvoraussetzungen
Die Achse I besteht aus einem Basismodul, das nach Bedarf mit spezifischen Zusatzmodulen verzahnt werden kann.:S. 145–189; 61–82
1. Gegenwärtige Schwere der Störung/des Problems
1.1 Schwere der Symptomatik
1.2 GAF-Skala
1.3 EQ-5D Summe
2. Dauer der Störung/des Problems
2.1 Dauer der Störung
2.2 Alter bei Erstmanifestation der Störung
3. Krankheitserleben und -darstellung
3.1 Leidensdruck
3.2 Darstellung körperlicher Beschwerden und Probleme
3.3 Darstellung psychischer Beschwerden und Probleme
3.4 Darstellung sozialer Probleme
4. Krankheitskonzepte des Patienten
4.1 An somatischen Faktoren orientiertes Krankheitskonzept
4.2 An psychischen Faktoren orientiertes Krankheitskonzept
4.3 An sozialen Faktoren orientiertes Krankheitskonzept
5. Veränderungskonzepte des Patienten
5.1 Gewünschte Behandlungsform: körperliche Behandlung
5.2 Gewünschte Behandlungsform: psychotherapeutische Behandlung
5.3 Gewünschte Behandlungsform: sozialer Bereich
6. Veränderungsressourcen
6.1 Persönliche Ressourcen
6.2 (Psycho-)Soziale Unterstützung
7. Veränderungshemmnisse
7.1 Äußere Veränderungshemmnisse
7.2 Innere Veränderungshemmnisse

Zusätzlich gibt es hierzu noch ein gesondertes Psychotherapiemodul.

### Achse II – Beziehung
Mithilfe einer Itemliste wird den nachfolgenden vier Erlebensperspektiven je eine Position in einem Zirkumplexmodell zugeordnet. Den jeweils 16 Items liegt ein Zirkumplexmodell interpersonellen Verhaltens zugrunde, das sich an Benjamin (1974; 1993) anlehnt.:S. 189–206; S. 82–95
| Perspektive A: Das Erleben des Patienten                       | Perspektive A: Das Erleben des Patienten | Perspektive A: Das Erleben des Patienten | Perspektive A: Das Erleben des Patienten |
| -------------------------------------------------------------- | ---------------------------------------- | ---------------------------------------- | ---------------------------------------- |
| Patient erlebt sich                                            | Patient erlebt andere                    |                                          |                                          |
| Perspektive B: Das Erleben der anderen (auch des Untersuchers) |                                          |                                          |                                          |
| Andere erleben den Patienten                                   | Andere erleben sich                      |                                          |                                          |

Beziehungsdynamische Formulierung
… wie der Patient andere immer wieder erlebt
… wie er in seinem Erleben darauf reagiert
… welches Beziehungsangebot er anderen mit dieser Reaktion (unbewusst) macht
… welche Antwort er anderen damit (unbewusst) nahelegt
… wie es der Patient erlebt, wenn andere so, wie er es ihnen nahegelegt, antworten
Siehe auch: Zyklische maladaptive Muster

### Achse III – Konflikt
Fragen zur Abklärung der Voraussetzungen der Konfliktbeurteilung:S. 206–255; S. 95–113
A) Konflikte sind nicht zu raten, diagnostische Sicherheit fehlt.
B) Aufgrund geringer struktureller Integration handelte es sich […] nicht um distinkte […] Konfliktmuster […] als vielmehr um Konfliktschemata.
C) Wegen abgewehrter Konflikt- und Gefühlswahrnehmung […] nicht beurteilbar.
D) […] (Aktualkonflikt) ohne wesentliche dysfunktionale repetitive Konfliktmuster.
Repetitiv-dysfunktionale Konflikte:
1. Individuation versus Abhängigkeit
2. Unterwerfung versus Kontrolle
3. Versorgung versus Autarkie
4. Selbstwertkonflikt
5. Schuldkonflikt
6. Ödipaler Konflikt
7. Identitätskonflikt

In der klinischen Anwendung werden die beiden wichtigsten lebensbestimmenden Konflikte markiert. Zeitfenster ist das letzte Jahr, wobei die im Schwerpunkt die konkrete Aktualisierung eingeschätzt werden soll.
Hauptkonflikt:
Zweitwichtigster Konflikt:
Modus der Verarbeitung des Hauptkonfliktes:
(1) vorwiegend aktiv (2) gemischt (3) gemischt eher passiv (4) vorwiegend passiv (9) nicht beurteilbar

### Achse IV – Struktur
„Struktur kann […] auf vier Dimensionen beschrieben werden, welche jeweils den Bezug zum Selbst und den Bezug zu den Objekten unterscheiden.“ (S. 118):S. 255–280 und S. 113–123
| Bezug zum Selbst             | Bezug zum Objekt                |
| ---------------------------- | ------------------------------- |
| 1a Selbstwahrnehmung         | 1b Objektwahrnehmung            |
| 2a Selbstregulierung         | 2b Regulierung des Objektbezugs |
| 3a Kommunikation nach innen  | 3b Kommunikation nach außen     |
| 4a Bindung an innere Objekte | 4b Bindung an äußere Objekte    |
| 5 Struktur gesamt            |                                 |

### Achse V – Psychische und psychosomatische Störungen
Va: Psychische Störungen:S. 123–132
Vb: Persönlichkeitsstörungen
Welche Störung steht klinisch im Vordergrund? (Achse Va oder Vb)
Vc: Körperliche Erkrankungen

## Zusätzliche Informationen
Zusätzlich werden noch demografische Daten von Patient und Diagnostiker erhoben und aufgrund des Datenschutzes mit einem Code anstelle des Namens versehen.
Patient: Code, Alter, Geschlecht, Erhebungsdatum
Diagnostiker: Code, Alter, Geschlecht, Zentrum

## OPD in der psychotherapeutischen Praxis
Im Jahr 2018 finden sich 45 klinische Einrichtungen, die mit diesem Diagnoseinstrument arbeiten, davon 40 an Kliniken und Polikliniken in Deutschland, je zwei in Österreich und der Schweiz und eine an der Portman Klinik in London.
Auch für die ambulante psychotherapeutische Praxis stellt die OPD vom Grundsatz her ein wertvolles diagnostisches und therapeutisches Instrument dar. Allerdings ist die komplette OPD aus der Sicht einiger niedergelassener Psychotherapeuten zu zeitaufwändig, um routinemäßig breite Anwendung zu finden. Andererseits wird heutzutage in Deutschland durch etliche Ausbildungsinstitute der tiefenpsychologisch fundierten Psychotherapie die OPD standardmäßig zur Formulierung der Psychodynamik im vorgeschriebenen Bericht an den Gutachter für Krankenkassenanträge zur Psychotherapie gelehrt. Meist wird in der Praxis nicht die gesamte OPD durchgeführt, sondern insbesondere für die Formulierung der Psychodynamik im Gutachterantrag lediglich Konflikt- und Strukturachse genutzt. Den zeitlichen Möglichkeiten der ambulanten Psychotherapiepraxis Rechnung tragend, entwickelten Udo Boessmann und Arno Remmers ein vereinfachtes fragebogengestütztes psychodynamisches Diagnose- und Therapieplanungskonzept, das auf der OPD basiert, aber mit sehr viel geringerem Zeitaufwand und das ohne das spezielle aufwändige Training, das die OPD verlangt, eingesetzt werden kann.